# مریم حسینیان
مریم حسینیان (۱ فروردین ۱۳۵۴ – ۱۰ مرداد ۱۴۰۴) نویسندهٔ اهل ایران بود. او از فعالان «انجمن ادبیات داستانی خراسان» بود.

## زندگی
مریم حسینیان در ۱ فروردین ۱۳۵۴ در مشهد زاده شد. او با مهدی یزدانی خرم، نویسنده و روزنامه‌نگار ازدواج کرد‌ه‌بود و پسری به نام امیرحسین داشت. 
وی مدرک مهندسی خاک‌شناسی خود را از دانشگاه فردوسی مشهد گرفت و کارشناسی زبان و ادبیات فارسی را از دانشگاه پیام نور مشهد دریافت کرد.
حسینیان از فعالان انجمن ادبیات داستانی خراسان بود: او از سال ۱۳۸۰ عضو هیئت مدیرهٔ‌ انجمن، و مسئول برگزاری کارگاه‌های داستان بوده‌‌است.
حسینیان سال‌هابا مطبوعات محلی و استانی مشهد و کشوری همکاری داشت و کارشناس کانون پرورش فکری کودکان و نوجوانان بوده‌است.
حسینیان در سال 97 با ضمیمه فرهنگی میلان از ضمائم روزنامه شهرآرا گفت‌وگو کرده است.

### درگذشت
حسینیان پس از سال‌ها تحمل بیماری سرطان در ۱۰ مرداد ۱۴۰۴، در سن ۵۰ سالگی درگذشت.